# Paul Peytral
Paul Louis Peytral, född den 20 januari 1842 i Marseille, död där den 30 november 1919, var en fransk politiker.
Peytral uppsatte en stor farmaceutisk affär i sin hemstad, blev 1881 radikal deputerad, var januari-november 1886 i ministären Freycinet understatssekreterare i finansministeriet, 1887 ordförande i budgetutskottet samt april 1888-februari 1889 (i ministären Floquet) och april-november 1889 (i ministären Charles Dupuy) finansminister och framlade som sådan ett av kammaren tillbakavisat förslag till inkomstskatt. Peytal blev 1894 ledamot av senaten och var 1895-98 vicepresident där. Han erhöll 1898 i uppdrag att bilda en ministär (efter Méline), men misslyckades och ingick som finansminister i Brissons kabinett i juni och efter dettas fall, i Dupuys i oktober samma år. Peytral avgick med Dupuy i juni 1899 och var 1901-05 ånyo en av senatens vicepresidenter. År 1905 hörde han till dem, som genomdrev beslutet om kyrkans skilsmässa från staten, och i juni 1914 tillhörde han som inrikesminister Ribots genast vid dess första framträdande i deputeradekammaren störtade "tredagarsministär". Under Första världskriget var Peytral president i senatens finanskommission och presiderade 1916 i en specialkommission rörande landets ekonomiska organisation under och efter kriget.

## Fotnoter
1. 1 2  senat.fr, senat.fr-ID: senateur-3eme-republique/peytral_paul0322r3.[källa från Wikidata]
2. 1 2  Frankrikes nationalförsamling (red.), Sycomore, Sycomore-ID: 5873, läs online, läst: 9 oktober 2017.[källa från Wikidata]
3. 1 2  Roglo, person-ID på Roglo: p=paul;n=peytral.[källa från Wikidata]
4. 1 2  senat.fr, senat.fr-ID: senateur-3eme-republique/peytral_paul0322r3, läst: 23 april 2022.[källa från Wikidata]